# 泥磚棋

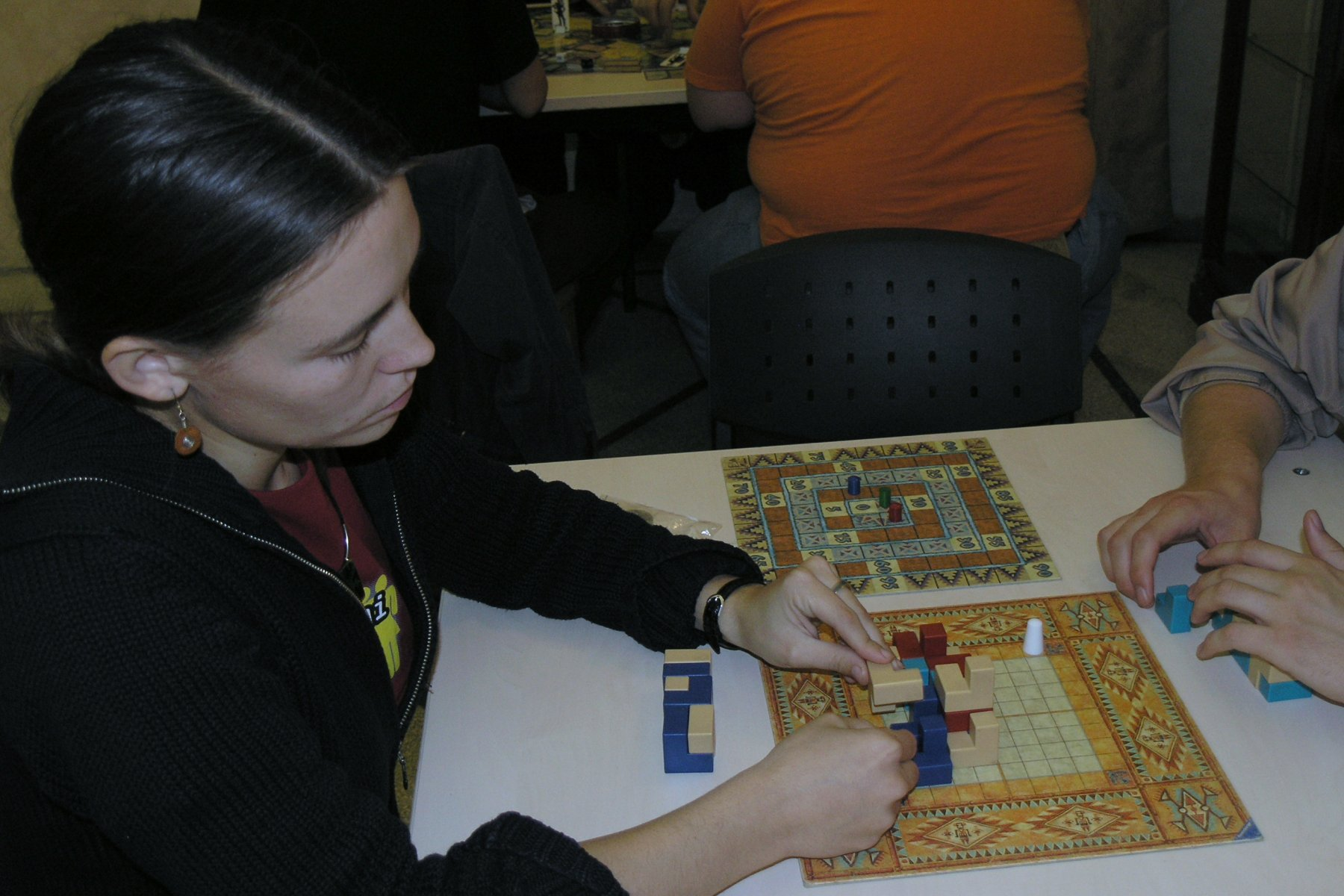
兩人在對弈泥磚棋

泥磚棋（Pueblo），其詞是指由新墨西哥蒲蘆族所建的泥磚屋，是Michael Kiesling、Wolfgang Kramer在2002年推出的兩到四人對戰的抽象策略遊戲，如同石磚棋。

## 棋具
- 13*13方格棋盤。

- 方塊造型如立體版的俄羅斯方塊從一方塊到四方塊組成形狀大小。

- 一枚白色棋子，玩家共用，放於棋盤最外緣。

## 外部連結
- 遊戲介紹 （页面存档备份，存于）
- 遊戲介紹